# Герб Погара
Герб Пога́ра — административного центра Погарского района Брянской области России
Герб утверждён решением исполнительного комитета Погарского Совета народных депутатов Брянской области № 63 от 11 марта 1987 года.
Герб подлежит внесению в Государственный геральдический регистр Российской Федерации.

## Описание
Герб имеет форму щита, разделённого по горизонтали на 3 части. В верхней части герба название посёлка на зелёном фоне. В средней части герба фрагмент герба г. Брянска, указывающий на принадлежность к Брянской области. По боковому периметру нижней части герба орденская лента медали „Партизану Великой Отечественной войны“, символизирующая партизанское движение в районе. В овале колосьев, символизирующих сельское хозяйство района, полушестерня, обозначающая промышленность посёлка. В верхней части овала колосьев фирменный знак сигаро-сигаретной фабрики (листья табака и сигара). В нижней части овала колосьев луковица, символизирующая производство лука в районе. Зелёный цвет герба символизирует лесные запасы района.

## История

### Первый герб
4 июня 1782 года императрицей Екатериной II вместе с другими гербами городов Новгородско-Северского наместничества был Высочайше утверждён герб города Погара (ПСЗРИ, 1782, Закон № 15424).
Подлинное описание герба уездного города Погара гласило: 
Въ голубомъ полѣ золотой крестъ, а подъ нимъ продолговатый камень, имѣющій четыре угла.

### Проект 1865 года
В 1865 году, в период геральдической реформы Кёне, был разработан проект нового герба Погара (официально не утверждён):
В щите, рассечённом лазурью и серебром, якоревидный крест переменных металла и финифти и сопровождаемый справа серебряным и слева лазоревым ромбами. В вольной части — герб Черниговской губернии. Щит увенчан червлёной башенной короной о трёх зубцах и окружён золотыми колосьями, соединёнными Александровской лентой.

### Советское время
В советское время исторический герб Погара не использовался.
11 марта 1987 года был принят новый герб посёлка городского типа Погара, ныне действующий, но не проходивший геральдическую экспертизу в Геральдическом совете при Президенте Российской Федерации.